# Wang Pengren
Wang Pengren (chinesisch 王朋仁, * 1965) ist ein ehemaliger chinesischer Badmintonspieler.

## Karriere
Wang Pengren gewann 1987 den Titel im Mixed bei der Weltmeisterschaft gemeinsam mit Shi Fangjing. Zuvor hatte er bereits zwei Titel bei den Polnischen Internationalen Meisterschaften gewonnen. 1988 siegte er bei den Swedish Open, 1989 bei den French Open. Bei der Weltmeisterschaft konnte er noch einmal Bronze erkämpfen.

## Sportliche Erfolge
| Saison | Veranstaltung     | Disziplin    | Platz | Name                        |
| ------ | ----------------- | ------------ | ----- | --------------------------- |
| 1985   | Polish Open       | Mixed        | 1     | Wang Pengren / Shi Fangjing |
| 1985   | Polish Open       | Herrendoppel | 1     | Wang Pengren / Shu Yiong    |
| 1987   | Weltmeisterschaft | Mixed        | 1     | Wang Pengren / Shi Fangjing |
| 1988   | Thailand Open     | Mixed        | 2     | Wang Pengren / Shi Fangjing |
| 1988   | Swedish Open      | Mixed        | 1     | Wang Pengren / Shi Fangjing |
| 1989   | French Open       | Mixed        | 1     | Wang Pengren / Shi Fangjing |
| 1989   | Weltmeisterschaft | Mixed        | 3     | Wang Pengren / Shi Fangjing |